# Fischburg (Lohmar)
Fischburg ist ein aus einem Einzelhof bestehender Wohnplatz, der zur Stadt Lohmar im Rhein-Sieg-Kreis in Nordrhein-Westfalen gehört.

## Geographie
Fischburg liegt im südöstlichen Lohmar. Umliegende Ortschaften und Weiler sind Geber im Norden, Breidtersteegsmühle im Nordosten, Winkel im Osten, Hove, Bich, Birkhof, Birk und Hagen im Südosten, Inger im Süden, Algert im Südwesten sowie Gebermühle im Nordwesten.
Ein namenloser orographisch linker Nebenfluss des Jabachs fließt durch Fischburg. Der Jabach selbst fließt bei Fischburg entlang.

## Geschichte
Bis 1969 gehörte Fischburg zu der bis dahin eigenständigen Gemeinde Breidt.

## Verkehr
Fischburg liegt an der Bundesstraße 507 sowie an der Kreisstraße 13.